# آنا هالبری
آنا هالبری (انگلیسی: Anna Hallberg؛ زادهٔ ۱۹ نوامبر ۱۹۶۳) سیاست‌مدار اهل سوئد و از اعضای حزب کارگران سوسیال دموکرات سوئد است. او در دولت استفان لوون به‌عنوان وزیر تجارت خارجی و وزیر همکاری نوردیک در حال خدمت است.